# British Aerial Transport
British Aerial Transport Company Limited (BAT) var en brittisk flygplanstillverkare i Willesden London.
Företaget bildades 1917 av Samuel Waring för att tillverka flygplan för det brittiska krigsministeriet. Som chefskonstruktör anställde Waring Frederick Koolhoven och som teknisk medarbetare Robert Noorduyn. Koolhovens första uppdrag blev att konstruera företagets jaktflygplan F.K.20, som senare utvecklades till F.K.22. Företagets största framgång blev jaktflygplanet F.K.23, som kom strax före krigsslutet. När freden kom, upphörde all försäljning till flygvapnet, och Lord Waring försökte hitta kunder på den civila marknaden med passagerarflygplanet Commercial, men flygvapnets utförsäljning av tidigare stridsflygplan till lågpris medförde att marknaden för flygplansförsäljning upphörde. Waring, som tappat intresset för flyg, bestämde sig under hösten 1919 för att lägga ner företaget.

## Flygplan tillverkade vid BAT

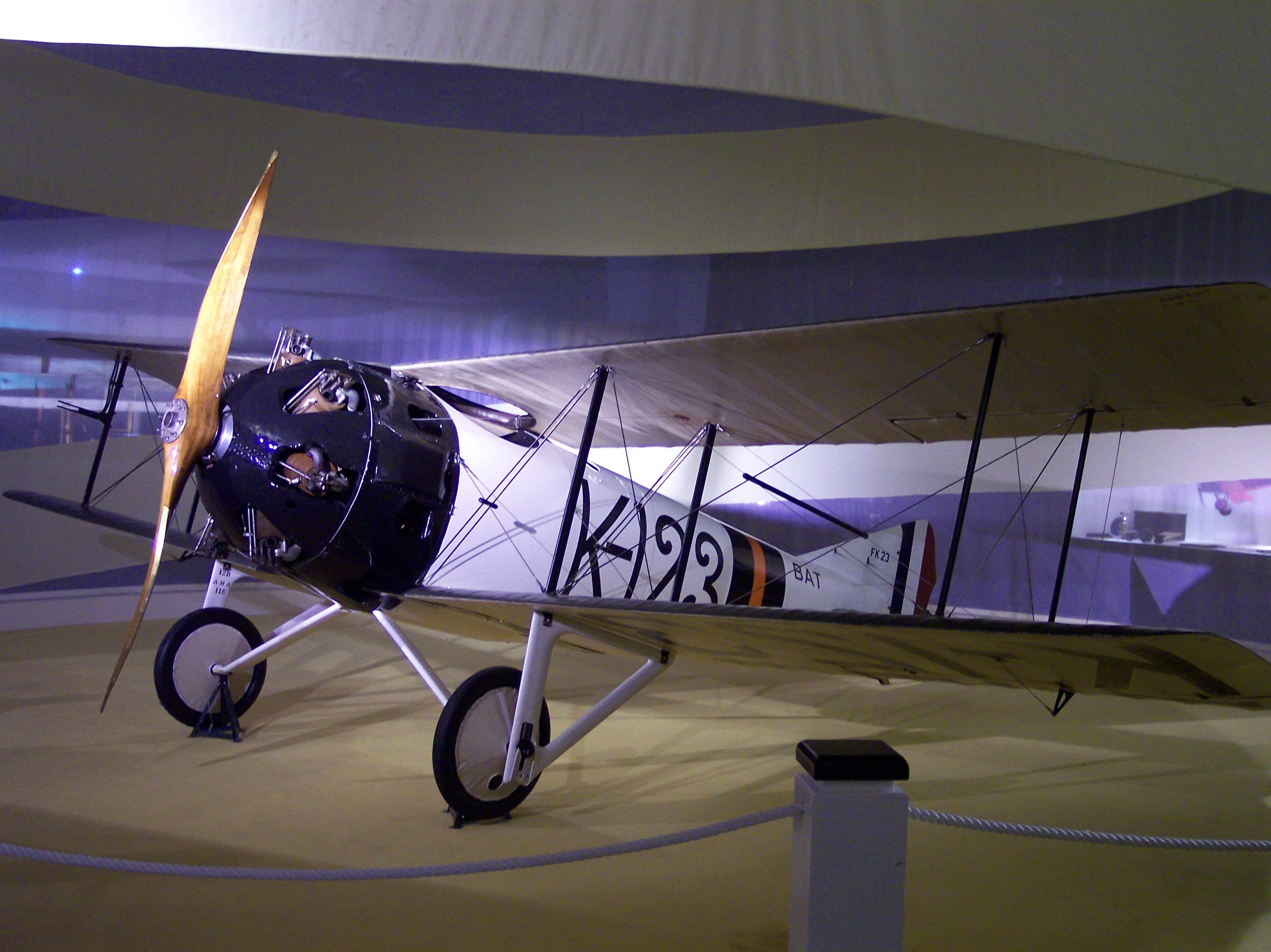
F.K.23 Bantam

- BAT F.K.20
- BAT F.K.21
- BAT F.K.22
- BAT F.K.23 Bantam
- BAT F.K.24 Baboon
- BAT F.K.26 Commercial
- BAT F.K.27
- BAT F.K.28  Crow